# Luca Kozák
Luca Kozák (Debrecen, 1 de junio de 1996) es una deportista húngara que compite en atletismo, especialista en las carreras de vallas. Ganó una medalla de plata en el Campeonato Europeo de Atletismo de 2022, en la prueba de 100 m vallas.

## Palmarés internacional
| Campeonato Europeo | Campeonato Europeo | Campeonato Europeo | Campeonato Europeo |
| Año                | Lugar              | Medalla            | Prueba             |
| ------------------ | ------------------ | ------------------ | ------------------ |
| 2022               | Múnich (Alemania)  | Medalla de plata   | 100 m vallas       |